# 優勝

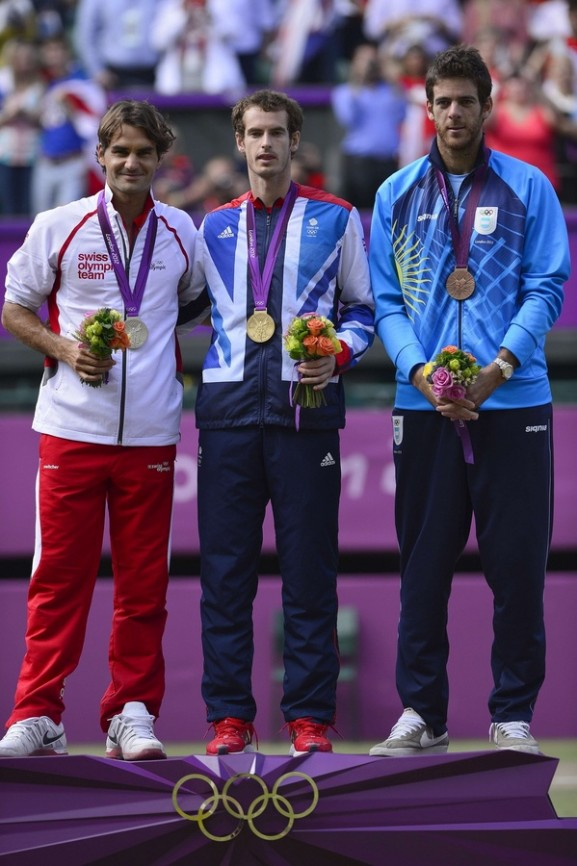
2012年ロンドンオリンピックのテニス競技・男子シングルスで金銀銅メダルを獲得した3人 表彰式にて

優勝（ゆうしょう、英: win, victory）とは、スポーツ競技の選手権大会や様々なコンクールなどにおいて、出場した個人もしくは団体が、大会に参加した他の誰よりも優れていると認められ第1位になること。
優勝したものは、優勝者、優勝チーム、ウィナー（英: Winner）、ビクター（英: victor）と呼ばれる。さらに優勝に準じた者、もしくはチーム（つまり第2位）は準優勝と呼ぶ。

## 優勝と試合名
トーナメント方式において、優勝者を決める戦いのことを優勝戦または決勝戦と呼び、優勝戦（決勝戦）に出るものを決めるための戦いのことを準優勝戦または準決勝戦と呼ぶ。さらに準優勝戦（準決勝戦）に出るものを決めるための戦いのことを、準々優勝戦または準々決勝戦と呼ぶ。

## 優勝と報奨
優勝者・チームにはさまざまな形で報奨がなされる。賞金・副賞・トロフィー・盾・表彰状・優勝旗・ペナントなど。オリンピックの金メダル、FIFAワールドカップのトロフィー、UEFAチャンピオンズリーグのビッグイヤー、アメリカスカップのトロフィー、マスターズ・トーナメントのグリーンジャケット、大相撲の天皇賜杯、高校野球の紫紺の優勝旗（選抜大会）や深紅の優勝旗（高校選手権）、社会人野球（都市対抗）の黒獅子旗、高校ラグビーの飛球の旗、NBAのチャンピオンリング、世界選手権自転車競技大会のマイヨ・アルカンシエル、マラソンの月桂冠、レスリング（世界選手権）のチャンピオンベルト、競馬の優勝レイなどが有名。
大会によっては、優勝者・チームに応じて異なる報奨が与えられる場合もある。また、一定以上の勝利数やポイントを獲得した参加者やチームがいない場合は、勝利数やポイントが最多の参加者・チームを優勝者とせず、「優勝者なし」として報酬を与えない場合もある。

## 優勝とチャンピオン
一部のスポーツでは（F1などのモータースポーツ、大相撲・プロレスなどの格闘技）、一つの大会での優勝者と年間（もしくはその時点）での最優秀者であるチャンピオンを区別している。大相撲ではチャンピオンに相当する地位は横綱であり、幕内最高優勝力士よりも地位が高い。
また、これと似たような考え方を、テレビなどの（特に視聴者参加型の）クイズ番組などでも採用することがあり、通常放送時に誕生する優勝者と、それら優勝者のみを集めて行われる大会で優勝した者に与えられるグランドチャンピオンなどという称号で区別されることもある。

## 無敗優勝
サッカー競技において、無敗優勝を達成したチームの称号としてインヴィンシブルズ（無敵の者達、英: The Invincibles）という呼称が存在する。このインヴィンシブルズと呼ばれたチームは、サッカーの歴史上数チーム存在するが、一般的にはアーセン・ヴェンゲル監督の指揮の下、2003-04シーズンにプレミアリーグ無敗優勝を達成した『アーセナル』を指す事が多い。

## 完全優勝
優勝に至るまでの過程も非常に優れたものであった場合は「完全優勝」と呼ばれる。以下の場合に言われることが多い。
- 全ての競技を制覇する
- リーグ戦において、全てのチームに勝ち越す、または全勝する。大学野球では全チームから勝ち点を奪う。カンファレンス制の場合は交流戦も含め対戦した全球団（プロ野球では11球団）に勝ち越しまたは全勝したら完全優勝と呼ばれる。
- 最初から最後まで首位を明け渡さずに優勝する。
- ポストシーズン制の場合で、レギュラシーズン1位の上プレーオフも制する。プロ野球の場合は上記の全球団勝ち越しとの区別のためにリーグ優勝&日本一を完全制覇と呼ぶことも多い[注釈 4]。また、NFLの場合はレギュラーシーズンからスーパーボウルまで全勝しての優勝を完全制覇と呼んでおり、2016-17シーズン終了時点ではマイアミ・ドルフィンズのみが達成している。
- 前後期制の場合で、前期・後期ともに優勝する。
- 全試合において無失点、または全試合に勝利する。
- 競輪・競艇・オートレースにおいては、予選競走を含めた全レースで1着を獲ることをいう。

## 同時優勝
大会を終えて複数の競技者で決着が付かない場合、当該競技者すべてを優勝と認定する場合もある。これを同時優勝と呼ぶ。2者の場合は両者優勝、さらに学生スポーツにおける学校対抗の場合、両校優勝ともいわれる。
同時優勝となるケースは以下の通り。
1. レギュレーション通りでは決着が付かず引き分けまたは同率首位となる場合。
2. 優勝戦などが中止になり、延期も困難な場合。
3. 勝ち進む中で誤審が発生し、これが無ければ別の選手もしくはチームが優勝していた可能性があると判断された場合。

同時優勝となった場合、いずれの競技者も正式に優勝者として認定されるため、連覇記録も継続される。トロフィーなどは表彰式では優勝者で支える形となり、次回大会まで持ち回りとなるか、レプリカを用意することになる。金メダルはこのケースに備えて予備され、優勝賞金などは等分される場合が多い（準優勝金額と合算の上で等分される場合もある。例えば優勝100万円・準優勝50万円の場合、合算した150万円を等分して75万円ずつ与える）。
1.のケースではかつてトーナメントの優勝戦などで必ずしも決着を付けず同時優勝となることも少なくなかったが、今日では延長戦やプレーオフなど何らかの形で決着をつける大会が増えたため、このケースでの同時優勝は少なくなった（主にラグビーの国内大会などで稀に見られる程度）。なお、複数名の競技者によって同時に同一コースを走行または周回するような競走スタイルをとる個人対抗競技に於いて、2名以上の選手（ないしは、その選手が操縦する自動車・馬などの動物など）が同時に決勝点に到達したと認められる場合は、1着同着と判定されることがあり、その場合は同時優勝となる。主に競馬などでいくつかの事例が見られる。
2.のケースは天災やその他不可抗力により中止せざるを得ない場合に限られるが、大抵は後日改めて試合（振替試合）を行う場合が多いため、同時優勝に至ることは国民スポーツ大会のように期間が限られた大会や天災や感染症、治安の悪化などによる被害が甚大であるため振替試合の目処が立たない場合となり、大会規定によっては「優勝なし」とする場合もある（特に優勝戦中止の理由が進出した選手・チーム全ての責めに帰すべき事由の場合、制裁のために同時準優勝とする場合もある）。
3.のケースとしては2015年の全国高等学校ハンドボール選抜大会にて法政二と浦添の試合にて誤審が認められ、当初34対33とされていたスコアが33対33に訂正、しかしこれが発表された3月28日は決勝戦開催日、しかも試合は既に始まっていたため再試合困難とされ開催中の決勝を打ち切って両校優勝、準決勝敗退校に誤審の割を食う形になった法政二を加えた3校を3位とした。

## 認定優勝
参加登録が1競技者のみだった場合、あるいは他の参加者が大会前または途中で棄権または失格となり優勝戦開始直前までに1競技者のみ残った場合、大会規定によっては優勝者と見なす場合もあり、これを認定優勝と呼ぶ。この場合は優勝戦を行わずして優勝となることが多く、主に地域レベルのアマチュアトーナメントで時折参加登録が1競技者のみに伴う認定優勝が見られる。
特殊なケースとして、コパ・スダメリカーナ2016において決勝戦を戦う予定だったシャペコエンセが、ラミア航空2933便墜落事故で選手とコーチ陣の大半が死亡し決勝戦が中止になったが、対戦相手となるはずだったアトレティコ・ナシオナルが優勝を譲渡したため、シャペコエンセが認定優勝となった。

## 将棋の勝ち抜き戦方式の棋戦における優勝
かつて行われていた将棋の棋戦の中には、規定の条件を満たした者全員を「優勝」と見なしていたものがある（逆に条件を満たした者がいない場合は「優勝者なし」となる）。優勝者は、（1名しか優勝者がいない）他の棋戦での優勝者と同格に扱われていた（例えば、ある棋戦におけるシードの条件が「棋戦優勝者」の場合、条件をクリアしていると見なされる）。
- 名人A級勝抜戦（1950年 - 1959年）- 5人抜き（5連勝）以上を達成すると優勝。
- オールスター勝ち抜き戦（1978年 - 2003年）- 5人抜き（5連勝）以上を達成すると優勝。

オールスター勝ち抜き戦では、1回に最大4名の優勝者を出したことがある。

## 備考
俗語として、大満足であること、あるいは大満足できる体験をすること、最高なことをいう用法がある。2020年11月30日に発表された「三省堂 辞書を編む人が選ぶ『今年の新語2020』」では、「優勝」が6位にランクインし、選考結果サイトでは三省堂国語辞典の編集委員・飯間浩明による語釈が掲載された。